# María Luisa Ross Landa
María Luisa Ross Landa (Pachuca, 14 de agosto de 1887-Cidade de México, 12 de junho de 1945) foi uma jornalista, educadora, escritora, tradutora, roteirista, actriz, e servidora pública feminista mexicana. Figura proeminente do início do século XX no México e realizadora de uma carreira frutífera em diferentes campos da cultura, considera-se a Ross Landa como a primeira repórter mexicana e fundadora e directora da primeira rádio educativa do país.

## Trajectória
Foi filha do médico e militar Alejandro Ross e de Elena Landa. Seu pai foi subdirector do recém fundado Hospital Geral de México, director do hospital geral de Pachuca em tanto sua mãe foi directora aa Escola Nacional Secundária de Meninas de Pachuca. A posição social de Ross Landa permitiu contar com uma educação, feito que na época estava reservada a poucas mulheres no país. Estudou na Escola Normal para Professoras graduando-se em 1900 e estudou Letras e deu classes na Escola de Altos Estudos da Universidade Nacional de México, posteriormente Faculdade de Filosofia e Letras da Universidade Nacional Autónoma de México (UNAM).  Estudou no Conservatorio Nacional de Música do México, onde obteve o mestrado em recitação e declamação. Atendeu as sessões culturais do Ateneo da Juventude Mexicana. Foi reconhecida por seu erudición e pelo domínio de diversos idiomas incluindo inglês, francês, português e italiano.
No plano jornalístico, Ross Landa é reconhecida como a primeira mulher a trabalhar como repórter. Escreveu nos jornais mexicanos El Universal, El Universal Ilustrado, El Imparcial e Revista de Revistas de Excélsior, dos quais foi fundadora; Também colaborou em La Prensa e El Regidor, jornais da cidade de San Antonio e na Hispano-América de San Francisco.  Em sua actividade jornalística utilizou pseudónimos como El Paje Merelí e Silvia Setala e María Luisa. Como roteirista, ela escreveu o filme de 1917 Obsessão, o filme em que também actuou, e Crepúsculo triste, no mesmo ano. Ainda em 1917, seu poema Rosas de amor foi encenado no Teatro Arbeu da Cidade do Mexico. Em 1918 escreveu o roteiro de Maciste Turista, filme no qual também actuou. Graças ao seu prestígio nos anos 20 e 30, foi embaixadora da arte e da cultura na Europa da UNAM.  Como defensora dos direitos das mulheres, Ross advogaria por uma maior participação das mulheres nos espaços educacionais e culturais; Ela também fundou a União Feminista Ibero-americana . 
No serviço público realizou diversos projectos, entre eles, em 1913, foi nomeada por Victoriano Huerta como embaixadora da cultura mexicana na Espanha, para a qual deu várias conferências sobre autores e diversos temas da cultura mexicana. Ross Landa teria a confiança de José Vasconcelos para criar e dirigir alguns dos mais relevantes projectos de alfabetização educacional, uma necessidade urgente para o país naquele momento. Por isso fundou e dirigiu a primeira estação de rádio educativa no México com o objectivo de criar e transmitir em massa a educação e a alfabetização em todo o país; funcionou na frequência CGZ e mais tarde na XFX, eventualmente na Rádio Educación, estação que funciona até hoje. De 1924 a 1933, María Luisa Ross foi nomeada chefe da secção de radio-telefonia do SEP, sendo a responsável pela estação e seu conteúdo.  A emissora tinha a função de disseminar o conhecimento educacional, cultural e científico, enquanto o governo mexicano fornecia aparelhos receptores do radio para diferentes comunidades, vilas e cidades. Nesta obra, María Luisa Ross visitaria cidades e comunidades, onde proferia palestras sobre o valor da educação. Ela renunciou após a saída de Emilio Portes Gil do SEP e voltaria de 1931 a 1933 para dirigir a rádio.  Obras escritas por Ross para o ensino básico seriam referenciadas por várias décadas e ocupadas nos níveis básico e elementar, entre elas os premiados Contos sentimentais e O Mundo das Crianças.  Ross foi presidente da Sociedade de Autores Didácticos Mexicanos e membro da Comissão Permanente do Congresso Nacional de Educadores.
Em um nível filantrópico, ele participou da fundação da Cruz Vermelha Mexicana e foi a Monterrey para ajudar as pessoas afectadas pelas chuvas de 1909.  De 1933 a 1945, foi diretora de várias bibliotecas, incluindo o Museu de Arqueologia e História, localizado na Cidade do México.
Ela morreu na Cidade do México em 12 de junho de 1945, vítima de uma úlcera no duodeno e anemia. 

## Trabalhos

### Materiais educacionais
- Leituras selecionadas, (1922)
- Memórias de uma menina, (1923 e 1924)
- O Mundo das Crianças, (1924)
- Leituras instrucionais e recreativas (1925)
- Contos sentimentais

### Novela
- A culpa
- Conquista assim a Espanha (1923)